# Medicina do Antigo Egito

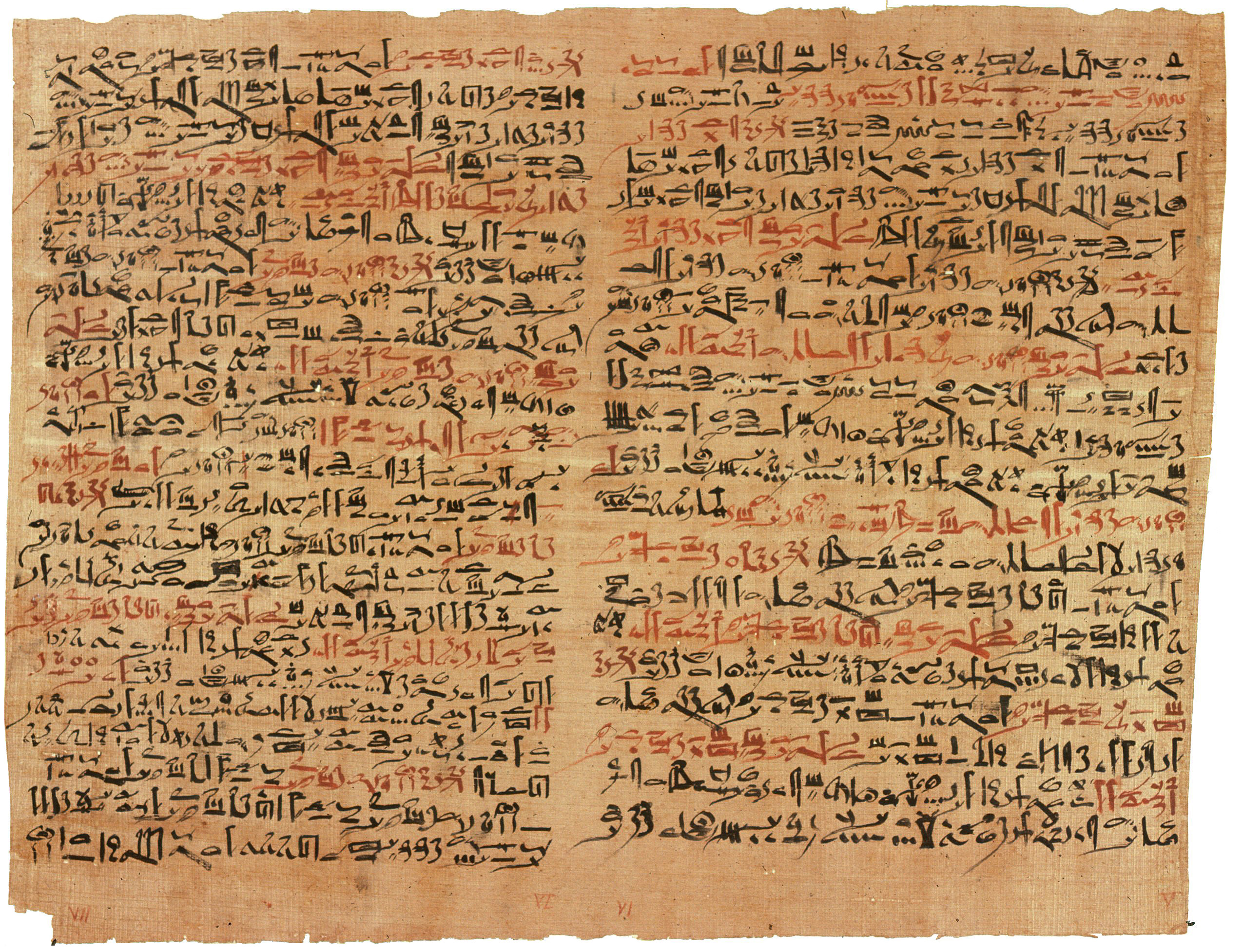
O Papiro de Edwin Smith documenta a medicina do Antigo Egito, incluindo o diagnóstico e tratamento de lesões

A medicina do Antigo Egito está entre as mais antigas práticas de medicina documentadas. Desde o início da civilização no século XXXIII a.C. até à invasão persa em 525 a.C., as práticas pouco se alteraram e foram extremamente avançadas para a sua época, incluindo cirurgia não-invasiva básica, ortopedia e um vasto estudo de farmacopeia. A escola de pensamento influenciou tradições posteriores, incluindo os gregos.

## Práticas

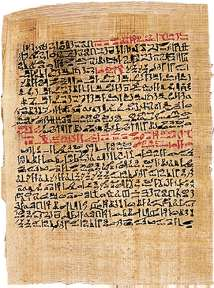
Papiro Ebers indicando o tratamento do cancro

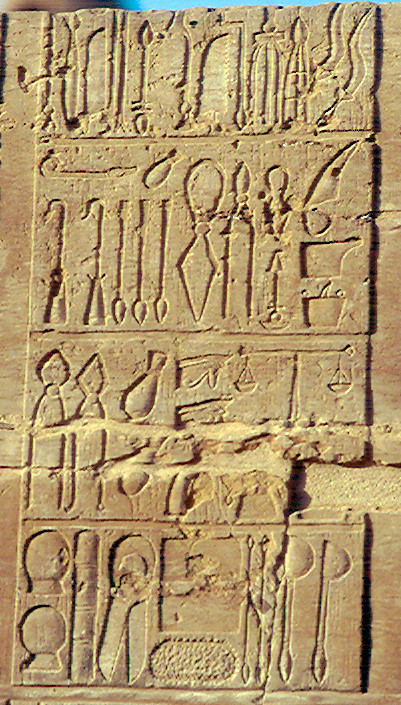
Instrumentos médicos, representados numa gravura do Templo de Com Ombo do período Ptolomaico

## Profissionais

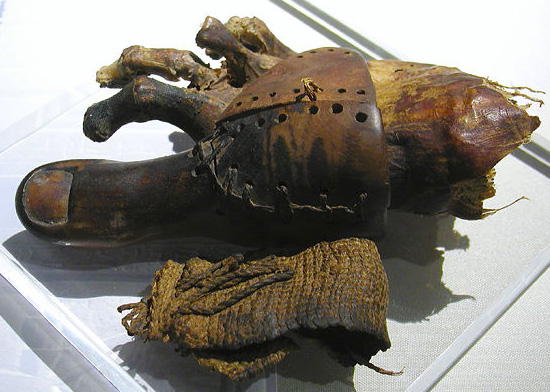
Prótese em madeira e pele usada por um amputado